# اردال کسر
اردال کسر (انگلیسی: Erdal Keser؛ زادهٔ ۲۰ ژوئن ۱۹۶۱) بازیکن فوتبال اهل ترکیه است.
از باشگاه‌هایی که در آن بازی کرده‌است می‌توان به باشگاه فوتبال گالاتاسرای، باشگاه ورزشی ساری‌یر، و باشگاه فوتبال بروسیا دورتموند اشاره کرد.
وی همچنین در تیم ملی فوتبال ترکیه بازی کرده‌است.